# Пилипенко, Михаил Корнеевич
Михаи́л Корне́евич Пилипе́нко (бел. Міхаіл Карнеевіч Піліпенка; 3 сентября 1924, Белоруссия — 24 ноября 2009, Москва) — советский военачальник, генерал-лейтенант (СССР), генерал-полковник (Украина), Герой Советского Союза.

## Биография
Родился 3 сентября 1924 года в деревне Дубровке Хотимского района Калининского округа Белорусской ССР в крестьянской семье. Отец — Корней Ефимович Пилипенко (1902—1981), мать — Серафима Анисимовна Пилипенко (1904—1939). Супруга — Лариса Павловна Пилипенко (1928—2022), урождённая Шелепенко.
В начале июля 1941 года вместе с отцом добровольно ушёл на фронт. Спустя две недели под Козельском принял «боевое крещение», вступив в бой с авиадесантом врага. В этом бою получил ранение. Участник парада 7-го ноября 1941 года на Красной Площади в Москве. Затем воевал на Западном, Калининском, Северо-Западном, Воронежском, Степном, 1-м Украинском фронтах. Участвовал в таких известных битвах, как битва за Москву, оборона Ленинграда, Курская битва, битва за Днепр, Корсунь-Шевченковская операция. В составе 1318-го стрелкового полка 163-й стрелковой дивизии 38-й армии Воронежского фронта младший сержант Михаил Пилипенко трижды форсировал Днепр. Сначала 25 сентября 1943 года напротив Киева через Матвеевский залив на Труханов остров. 27-29 сентября 1943 года — второе форсирование южнее Киева у села Бортничи через Жуков остров, где участвовал в освобождении посёлка Чапаевка. Затем 163-я стрелковая дивизия была переброшена в район севернее Киева. И там, у пунктов Своромье и Лютеж, эта дивизия в третий раз форсировала Днепр, захватив Лютежский плацдарм. Во время всех этих десантных операций связист-разведчик Михаил Пилипенко под огнём противника обеспечивал связь подразделений 1318-го стрелкового полка. В ходе освобождения Киева в районе Пуща-Водица немецкие войска прорвали линию фронта и перешли в контрнаступление. Михаил Пилипенко остался со своей радиостанцией в тылу врага. Для того, чтобы ликвидировать прорыв Михаил Пилипенко для корректировки действий артиллеристов вызвал огонь на себя.
За проявленные мужество и героизм, проявленные при форсировании реки Днепр, прочное закрепление на правом берегу указом Президиума Верховного Совета СССР от 29 октября 1943 года Михаилу Корнеевичу Пилипенко присвоено звание Героя Советского Союза.
Участник Парада Победы в Москве на Красной Площади, состоявшегося 24 июня 1945 года.
После окончания Второй мировой войны окончил Куйбышевское военное училище связи и Военную академию связи в Ленинграде; в 1972 году прошёл обучение на академических курсах. В дальнейшем служил на различных должностях в Белорусском военном округе, в Военной академии связи, в Группе советских войск в Германии, с 1966 года по 1972 год начальником приемного радиоцентра Узла связи Генерального штаба ВС СССР и начальником Ватутинского гарнизона в посёлке Ватутинки Ленинского района Московской области.
С 1973 по 1988 годы Михаил Корнеевич Пилипенко возглавлял Киевское высшее военное инженерное дважды Краснознаменное училище связи имени М. И. Калинина (КВВИДКУС им. М. И. Калинина). В 1973 году Михаилу Корнеевичу присвоено воинское звание генерал-майор.
На посту начальника училища внёс большой вклад в совершенствование учебного процесса, улучшения материально-технического оснащения и повышения престижа этого учебного заведения.
В 1984 году Михаилу Корнеевичу присвоено воинское звание генерал-лейтенант.
В 1986 году участвовал в ликвидации последствий аварии на Чернобыльской АЭС в 30-километровой зоне, вследствие чего получил инвалидность I-ой группы как ликвидатор Чернобыльской катастрофы.
В ноябре 1988 года Михаил Корнеевич вышел на пенсию.
Указом Президента Украины Леонида Даниловича Кучмы Пилипенко Михаилу Корнеевичу присвоено почётное воинское звание генерал-полковник.
Проживал в Киеве до 2002 года.
В 2002 года переехал в Москву на постоянное место жительство из-за острых противоречий с новым руководством Украины в вопросах межнациональных отношений и трактовки исторических событий.
Скончался 24 ноября 2009 года.
Похоронен на центральной аллее Люблинского кладбища города Москвы.

## Общественная деятельность
С 1989 года работал в научном центре Вооружённых сил Украины. Активный участник ветеранского движения Украины, член Совета организации ветеранов Украины, член президиума Киевской организации ветеранов войны, председатель Комитета Героев Советского Союза Украины, возглавлял Белорусскую диаспору на Украине. Михаил Корнеевич состоял в Международной благотворительной организации «Международный клуб почёта выдающихся людей» и имел много почётных правительственных грамот и отличий.
После переезда в Москву, Михаил Корнеевич Пилипенко участвовал в деятельности ветеранского движения России. Принимал активное участие в создании телеканала «Звезда» Министерства обороны Российской Федерации. По роду своей общественной деятельности, всегда был публичной фигурой и поддерживал контакты с первыми лицами и политической элитой России и Украины.
Очень тесные и дружеские отношения по службе и по ветеранскому движению сложились у Михаила Корнеевича с председателем КГБ УССР, Министром внутренних дел СССР Виталием Васильевичем Федорчуком, маршалом войск связи СССР Андреем Ивановичем Беловым, председателем Киевского горисполкома Валентином Арсентьевичем Згурским, Президентом Украины Леонидом Даниловичем Кучмой, Председателем Верховной Рады Украины Владимиром Михайловичем Литвином, председателем Киевской городской государственной администрации, Киевским городским головой Александром Александровичем Омельченко, советским военачальником, генералом армии Валентином Ивановичем Варенниковым и многими другими высокопоставленными военными и политическими деятелями бывшего СССР и стран СНГ.
Автор и соавтор многих книг и фильмов. В частности, соавтор книг «В битве за Киев» (Киев, Издательство ЦК ЛКСМУ «Молодь», 1983 год) и «Антидот — затрещина украинскому национализму» (совместно с Виталием Васильевичем Федорчуком, Москва, ФГУП «Производственно-издательский комбинат ВИНИТИ», 2010 год). Автор книги «Віч-на-Віч з Війною» (Київ, Видавництво «Молодь», 1999 год) и «Горжусь великим прошлым» (Москва, Общество дружбы и развития сотрудничества с зарубежными странами, 2008 год). Один из создателей фильма «Позорная тайна Хатыни», который был показан в мае 2009 года на телеканале «Звезда».

## Награды и звания
- Звание Героя Советского Союза с вручением медали «Золотая Звезда» (медаль «Золотая Звезда» № 1834) и Ордена Ленина.
- Орден Ленина.
- Орден Отечественной войны I степени.
- Три ордена Красной Звезды.
- Орден «За службу Родине в Вооружённых Силах СССР» III степени.
- Орден Богдана Хмельницкого III степени (Украина).
- Орден «За заслуги» III степени (Украина).
- Юбилейная медаль «60 лет освобождения Молдовы от фашистской оккупации» (Молдавия, 20 августа 2004 года) — в знак глубокого уважения и признательности за героизм, мужество и самоотверженность, проявленные при освобождении Молдовы от фашистской оккупации[6].
- Медали.
- Заслуженный работник высшей школы СССР.
- Заслуженный работник связи СССР.
- Почётный гражданин города Киева[3].
- Почётный гражданин города Вышгород Киевской области.
- Почётный гражданин города Белая Церковь Киевской области.
- Почётный гражданин муниципального образования «Алексеевское» в Москве.
- Почётный солдат 66-го отдельного полка связи Краснознамённого Белорусского военного округа.
- Почётный курсант КВВИДКУС имени М. И. Калинина[3].

## Память
- В 2021 году в поселении Десёновское города Москвы, рядом с Ватутинками, присвоено название — улица Генерала Пилипенко[7].
- Во второй половине 70-х — начале 80-х годов XX столетия, в Киеве создавался мемориальный комплекс Национальный музей истории Великой Отечественной войны 1941—1945 годов — «Родина Мать». У входа в мемориальный комплекс скульпторы задумали поставить монумент Героям форсирования Днепра. Известный скульптор Фридрих Мкртычевич Согоян решил взять прообразы для монумента с конкретных Героев-фронтовиков, отличившихся при форсирования Днепра. Прообраз связиста был взят с Михаила Корнеевича Пилипенко[8]. Мемориальный комплекс был открыт 9 мая 1981 года Генеральным секретарём ЦК КПСС Леонидом Ильичом Брежневым.
- В честь славной памяти героя Советского Союза Михаила Пилипенко в Хотимском районе Республики Беларусь названа его именем одна из улиц города.